# Partito Liberale Egiziano
Il Partito Liberale Egiziano (Albanese:Partia Liberale Egjiptiane, PLE) è un partito politico del Kosovo, rappresentativo della minoranza egiziana (ashkali). Il PLE ha ottenuto un seggio riservato per la minoranza egiziana alle elezioni parlamentari in Kosovo del 2014, con 1.960 voti (0,27%). Il suo deputato all'Assemblea del Kosovo è Veton Berisha.

## Risultati elettorali
| Elezione          | Voti  | Seggi   |
| ----------------- | ----- | ------- |
| Parlamentari 2014 | 1 960 | 1 / 120 |
| Parlamentari 2017 | 2 415 | 1 / 120 |
| Parlamentari 2019 | 4 887 | 1 / 120 |
| Parlamentari 2021 | 2 199 | 0 / 120 |